# 粉红小樱蛤
粉红小樱蛤（学名：Cadella hoshiyamai），是帘蛤目樱蛤科楔樱蛤属的一种。主要分布于台湾，常栖息在浅海沙底。